# 匝瑳常成
匝瑳 常成（そうさ つねなり、生没年不詳）は、平安時代後期の武将。平常澄の子。上総広常の兄。通称三郎。

## 略歴
平常澄の三男か。匝瑳氏の祖とも言われる。子の匝瑳助常と下総国匝瑳南条荘を支配した。

## 系譜
- 父：平常澄
- 母：不詳
- 妻：不詳
  - 男子：匝瑳助常（二郎）
    - 孫：匝瑳常員（左衛門尉）
    - 孫：匝瑳明範（亀崎了泉）